# Berkmerān
Berkmerān (persiska: برکمران) är en ort i Iran.   Den ligger i provinsen Västazarbaijan, i den nordvästra delen av landet, 600 km väster om huvudstaden Teheran. Berkmerān ligger 1 389 meter över havet och antalet invånare är 262.
Terrängen runt Berkmerān är huvudsakligen kuperad, men åt sydväst är den platt. Runt Berkmerān är det ganska glesbefolkat, med 48 invånare per kvadratkilometer. Närmaste större samhälle är Piranshahr, 7,8 km väster om Berkmerān. Trakten runt Berkmerān består till största delen av jordbruksmark.